# Ignatz Waghalter

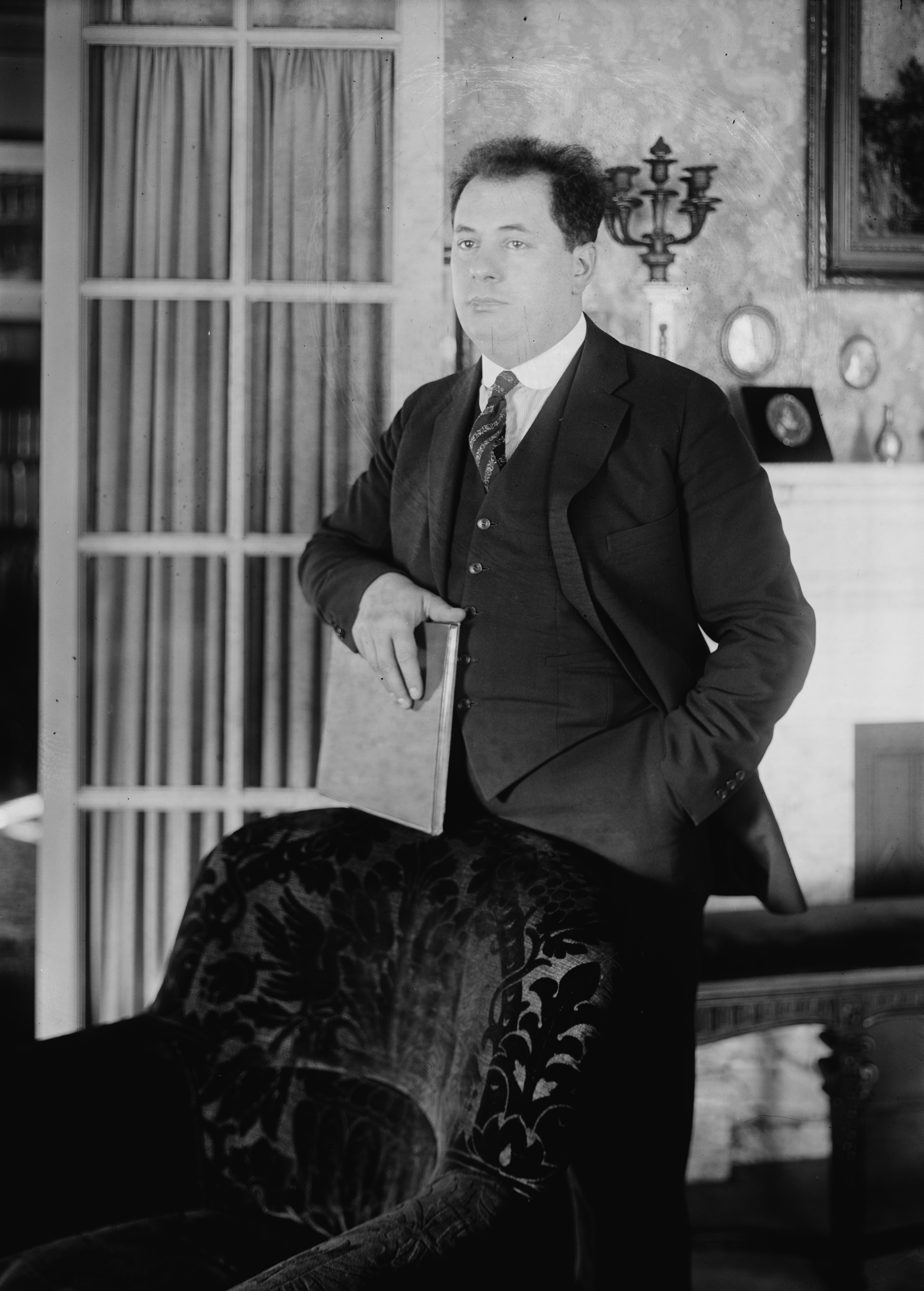
Ignatz Waghalter

Ignatz Waghalter (* 15. März 1881 in Warschau; † 7. April 1949 in New York City) war ein polnisch-deutscher Komponist und Dirigent.

## Kindheit und Jugend
Ignatz Waghalter wurde als 15. von 20 Kindern einer jüdischen Familie in Warschau geboren.
Waghalter war schon als Kind ein virtuoser Geiger und Pianist, und da seine Familie arm war, reiste er 17-jährig nach Berlin, um dort als Berufsmusiker sein Glück zu suchen. Sein erster Lehrer war Philipp Scharwenka. Der berühmte Geiger Joseph Joachim wurde auf ihn aufmerksam und vermittelte Waghalters Aufnahme in die Berliner Akademie der Künste. Dort studierte er Komposition und Dirigieren bei Friedrich Gernsheim.
Waghalters frühe Kammermusik zeigt bereits eine ausgeprägte melodische Kreativität, die in seinem gesamten Schaffen charakteristisch bleiben sollte. Sein frühes Streichquartett D-Dur op. 3 wurde von Joseph Joachim sehr gelobt, und die Sonate für Violine und Pianoforte f-Moll op. 5 bekam 1902, als der Komponist erst 21 Jahre alt war, den renommierten Mendelssohn-Preis.

## Karriere in Deutschland
1907 wurde Waghalter unter der Ägide Arthur Nikischs als Dirigent an die Komische Oper Berlin berufen, wo sein Bekanntheitsgrad weiter stieg. Es folgte eine kurze Anstellung am Grillo-Theater in Essen (1911/12). Als feste Größe der deutschen Musikszene etablierte er sich, als er Chefdirigent des neuen Deutschen Opernhauses in Berlin wurde. Das Haus wurde am 7. November 1912 mit einer Aufführung von Fidelio unter Waghalters Leitung eingeweiht.
Waghalter förderte sehr die Musik von Giacomo Puccini, dessen Opern in Deutschland bislang nicht akzeptiert worden waren. Die deutsche Erstaufführung von Puccinis La fanciulla del West wurde von Waghalter im März 1913 am Deutschen Opernhaus geleitet. Ihr triumphaler Erfolg war der Durchbruch für Puccinis Opern in Deutschland. Waghalter dirigierte auch die deutschen Erstaufführungen am Deutschen Opernhaus von Tosca und La Bohème sowie Ralph Vaughan Williams’ zweite Sinfonie A London Symphony von 1913.
Auch drei von Waghalters eigenen Opern erlebten am Deutschen Opernhaus ihre Uraufführungen: Mandragola, nach der Komödie von Niccolò Machiavelli, im Januar 1914; Jugend, basierend auf dem gleichnamigen naturalistischen Drama von Max Halbe, im Februar 1917; und Sataniel, angeregt durch ein polnisches Märchen, im Mai 1923.

## Karriere in den Vereinigten Staaten
Für die Saison 1924–25 wurde Waghalter als Nachfolger Josef Stránskýs zum Musikdirektor der New Yorker Philharmoniker berufen. Eine ihm angebotene Vertragsverlängerung lehnte er ab, um nach Deutschland zurückzukehren. Er komponierte einige Kurzopern und hatte verschiedene Engagements als Gastdirigent. Dann wurde Waghalter Musikdirektor der Nationaloper in Riga, Lettland (1931/32). Kurz nach seiner Rückkehr nach Berlin kam Adolf Hitler an die Macht. 1934 musste Waghalter ins Exil, zunächst in die Tschechoslowakei und dann nach Österreich. Dort komponierte er seine letzte Oper, Ahasverus und Esther (zum Hintergrund s. Ahasveros). Wenige Wochen vor dem „Anschluss“ flohen Waghalter und seine Frau in die USA.
In New York entwickelte Waghalter die Idee, ein klassisches Orchester mit ausschließlich afroamerikanischen Musikern zu gründen. Er gewann die Unterstützung von James Weldon Johnson und anderen Vertretern der Harlem Renaissance, und das damals so genannte „American Negro Orchestra“ hatte seine ersten Auftritte 1938 unter Waghalters Leitung. Johnson starb jedoch noch im selben Jahr und mit ihm auch dieses Projekt.
Die Entwicklung jener Jahre hin zur Atonalität wollte der Melodiker Waghalter nicht mitgehen, und so war er, als er am 7. April 1949 im Alter von 68 Jahren in New York starb, weitgehend vergessen.

## Rezeption in der Gegenwart
Eine Wiederentdeckung Waghalters, die der von Erich Wolfgang Korngold oder Berthold Goldschmidt vergleichbar wäre, steht noch aus. Lediglich die Oper Jugend wurde 1989 an der Deutschen Oper Berlin aufgeführt; und nur wenige CDs mit Waghalters Musik sind (Stand: 2025) erhältlich. Die erste wurde im März 2006 auf dem US-Label DWG Music veröffentlicht und enthält Neuaufnahmen ausgewählter Kammermusik, die jüngste, Poland abroad mit dem Streichquartett D-Dur, erschien 2019 und erhielt den Preis der Deutschen Schallplattenkritik. Als Dirigent kann man Waghalter auf der CD Lebendige Vergangenheit – Rudolf Laubenthal von Preiser Records erleben.

## Sonstiges
Seine Tochter Beatrice Waghalter Green (1913–2001) wurde eine erfolgreiche Sängerin. David North, der Sohn von Beatrice Green und Enkel Waghalters, ist Vorsitzender der trotzkistischen Socialist Equality Party, der US-amerikanischen Sektion des Internationalen Komitees der Vierten Internationale und Chefredakteur der World Socialist Web Site.

## Ausgewählte Werke
- Streichquartett D-Dur, op. 3
- Sonate für Violine und Pianoforte f-Moll, op. 5
- Rhapsodie für Violine und Orchester, op. 9
- Konzert für Violine und Orchester, op. 15
- Zwölf Skizzen für Klavier
- Opern
  - Der Teufelsweg (1911)
  - Mandragola (1914)
  - Jugend (1917) (Libretto: Hans Richard Weinhöppel nach dem Drama von Max Halbe)
  - Sataniel (1923)
- Kurz-Opern: Der späte Gast (1922), Wem gehört Helena, Bärbel, Lord Tommy, Der Weiberkrieg
- mehrere Liederzyklen

## CDs
- Detroit-Windsor Chamber Ensemble: „Ignatz Waghalter“ (DWG MUSIC 101. 2006. 66:38 Min.)
  - Streichquartett D-Dur op. 3 (1901)
  - Notturno für Violoncello und Klavier op. 4 (1902)
  - Sonate für Violine und Klavier f-Moll op. 5 (1902)
  - Zwei Stücke für Violine mit Klavierbegleitung op. 14 (1908)
- Irmina Trynkos (Violine), Giorgi Latsabidze (Klavier), Royal Philharmonic Orchestra, Alexander Walker (Dirigent). (Naxos 8.572809. 2012. 60 Min.)
  - Konzert für Violine und Orchester A-Dur op. 15 (1911)
  - Rhapsodie für Violine und Orchester op. 9 (1905)
  - Sonate für Violine und Klavier f-Moll op. 5 (1905)
  - Geständnis für Violine und Klavier op. 19a (1913)
  - Idyll für Violine und Klavier op. 19b (1921)
- New Russia State Symphony Orchestra, Alexander Walker (Dirigent) (Naxos 8.573338. 2015. 54 Min.)
  - Ouvertüre und Intermezzo aus der Oper Mandragola op. 18
  - New World Suite (rekonstruiert von Alexander Walker) (1939/2013)
  - Masaryk's peace march (1935)
- Polish String Quartet Berlin: Poland abroad (EDA records 43. 2019)
  - Streichquartett D-Dur op. 3 (1901) (Diese CD enthält auch Werke von Ignace Strasfogel und Karol Rathaus) Preis der deutschen Schallplattenkritik 2019.

## Autobiographie
- Aus dem Ghetto in die Freiheit: Musikerschicksal. Schnurer-Verlag, Marienbad 1936. online